# تمشک استرالیایی
تمشک استرالیایی (نام علمی: Rubus australis) نام یک گونه از سرده تمشک است.